# Xu Zhongfu
Xu Zhongfu 徐中夫 fue un diplomático chino.
- En 1955 fue agregado cultural en Karachi, (Pakistán).
- De octubre de 1956-abril 1961 fue consejero de embajada en Estocolmo (Suecia).
- De marzo de 1963 a 1964 fue dircetor de la Oficina General del ministrerio de Relaciones Culturales con el Extranjero.
- De 1964 a 1967 fue consejero cultural en Cairo.
- De enero de 1971 a 1973 fue consejero de embajada en Ottawa (Canadá).
- De abril de 1973 a octubre de 1977 fue embajador en Santiago de Chile, durante el Golpe de Estado en Chile de 1973.
- De enero de 1978 a mayo de 1981 fue embajador en Buenos Aires más cerca a Jorge Rafael Videla.
- De marzo de 1982 a mayo de 1985 fue embajador en Brasilia.
- Donde recibió en mayo de 1985 la Orden de la Cruz del Sur.[3]